# Kazimierz Kierzkowski
Kazimierz Kierzkowski ps. „Kazimierz I”, „Prezes” (ur. 10 sierpnia 1890 w Międzyrzecu Podlaskim, zm. w marcu 1942 w Auschwitz) – działacz polityczny i społeczny, major piechoty Wojska Polskiego i Armii Krajowej, członek Rady Głównej  Centralnego Towarzystwa Organizacji i Kółek Rolniczych od 1934 roku, kawaler Orderu Virtuti Militari.

## Życiorys
W 1910 ukończył Siedmioklasową Szkołę Handlową Zgromadzenia Kupców w Będzinie. W latach 1914–1917 służył w Legionach Polskich. W 1918 przyjęty został do Wojska Polskiego. W 1920 był szef sztabu Dowództwa Głównego Polskiej Organizacji Wojskowej na Górnym Śląsku. W sierpniu 1921 zajmował stanowisko szefa Wydziału Wywiadowczego Oddziału II Informacyjnego Sztabu Głównego WP. Po przeniesieniu do rezerwy pozostał na przydziale mobilizacyjnym w 56 pułku piechoty Wielkopolskiej w Krotoszynie. W 1921 za działalność w Legionach został odznaczony Orderem Virtuti Militari V kl. Nr 4943.
W latach 1923–1929 był komendantem głównym Związku Strzeleckiego. 20 września 1939 w Krakowie założył Organizację Orła Białego.
W latach 1940–1941 był szefem Biura Informacji i Propagandy Komendy Obszaru ZWZ Kraków–Górny Śląsk. Nazwisko Kierzkowskiego znalazło się na liście proskrypcyjnej Sonderfahndungsbuch Polen obejmującej osoby przeznaczone przez Niemców do akcji eliminacji warstwy przywódczej i inteligencji. 15 lipca 1941 został aresztowany podczas Intelligenzaktion Schlesien i skierowany do niemieckiego obozu koncentracyjnego Auschwitz–Birkenau, gdzie został zamordowany.
Syn Kierzkowskiego, Marek, był żołnierzem AK, uczestniczył w Powstaniu Warszawskim. Zaginął w czasie transportu z kompleksu niemieckich obozów Auschwitz–Birkenau do Mauthausen-Gusen.

## Ordery i odznaczenia
- Krzyż Srebrny Orderu Wojskowego Virtuti Militari – nr 4943 (1921)[7]
- Krzyż Walecznych – trzykrotnie[8]